# Amazon Aurora
Amazon Aurora es un servicio de base de datos relacional desarrollado y ofrecido por Amazon Web Services que fue lanzado en octubre de 2014. Aurora está disponible como parte del Servicio de Base de Datos Relacionales de Amazon (RDS). 

## Historia
Aurora ofreció servicio compatible con MySQL desde su lanzamiento en el 2014. Añadió compatibilidad con PostgreSQL en octubre de 2017.
En agosto de 2017, la característica de Aurora Fast Cloning (copiar al escribir) fue añadida y permitió a los clientes crear copias de sus bases de datos. En mayo del 2018, fue añadida Aurora Backtrack que permite a los desarrolladores rebobinar grupos de base de datos sin crear uno nuevo. Esto permite parar y comenzar los Grupos de Aurora desde inicios de septiembre del 2018. En agosto del 2018, Amazon empezó a ofrecer una versión serverless.
En el 2019 los desarrolladores de Aurora ganaron el Premio de Sistemas de SIGMOD por rediseñar fundamentalmente el almacenamiento de base de datos relacional para entornos de la nube.

## Características
Aurora automáticamente destina espacio de almacenamiento de la base de datos de 10 gigabytes que incrementa cuando sea necesario hasta un máximo de 128 terabytes. Aurora ofrece seis maneras de replicación automática para sus fragmentos a través de tres Zonas de Disponibilidad para mejorar la disponibilidad y tolerancia a fallas.
Aurora proporciona a sus usuarios con métricas de rendimiento, como rendimiento de consultas y latencia. Además proporciona clonación de base de datos rápida.
Aurora Multi-Maestro permite la creación de instancias de múltiple lectura-escritura en Aurora a través de múltiples Zonas de Disponibilidad, lo que permite que las aplicaciones sensibles al tiempo de actividad logren una disponibilidad de escritura continua a través de fallas de instancia.

### Compatibilidad MySQL
Amazon diseñó Aurora para ser compatible con MySQL, permitiendo utilizar herramientas para hacer consultas a bases de datos de MySQL (como la línea de comando de mysql y la interfaz gráfico MySQL Workbench). No todas las opciones de MySQL y características están disponibles para septiembre del 2016. En la actualidad, Amazon Aurora sólo es compatible con MySQL 5.6 y 5.7 y soporta InnoDB como motor de almacenamiento.

### Rendimiento
Amazon afirma cinco mejoras de rendimiento en las pruebas de evaluación comparativa sobre MySQL en el mismo hardware, debido a "estrechamente integrando el motor de la base de datos con una capa de almacenamiento virtualizada basada en SSD diseñada específicamente para las cargas de trabajo de la base de datos, lo que reduce las escrituras en el sistema de almacenamiento minimizando la contienda de cerradura y eliminando los retrasos creados por hilos de procesos de la base de datos". Otras pruebas independientes han demostrado que Aurora funciona mejor que las tecnologías de la competencia en algunas combinaciones de carga de trabajo y tipo de instancia, pero no en todas.